# فرنسيسكو توليدو
فرنسيسكو توليدو (بالإسبانية: Francisco Toledo)‏ هو رسام مكسيكي، ولد في 17 يوليو 1940 في ولاية واهاكا في المكسيك.

## وصلات خارجية
- فرنسيسكو توليدو على موقع مونزينجر (الألمانية)